# Oxymycterus akodontius
Oxymycterus akodontius är en däggdjursart som beskrevs av Thomas 1921. Oxymycterus akodontius ingår i släktet grävmöss och familjen hamsterartade gnagare. IUCN kategoriserar arten globalt som otillräckligt studerad. Inga underarter finns listade i Catalogue of Life.
Denna gnagare är bara känd från en liten region i nordvästra Argentina. Det hittades bara tre individer som levde i bergsskogar.